# Бошкович, Иван (искусствовед)
Иван Бошкович (хорв. Ivan Bošković; 14 марта 1936, Дубровник — 25 марта 2002, Сплит) — хорватский искусствовед, композитор, писатель

 и учитель музыки. Благодаря его исследованиям истории хорватской музыки, были восстановлены множество считавшихся утраченными музыкальных произведений.

## Биография
Иван Бошкович родился на юге Хорватии в 1936 году. Начальное образование получил в родном городе, сперва год посещая драматическую студию, а затем проведя пять лет на педагогическом факультете дубровницкой музыкальной школы. В 1959 году он переехал в Сплит, где в качестве студента провёл три следующих года в Высшей педагогической школе. По окончании обучения Бошкович начал работать учителем музыки в школах и гимназиях Хорватии, вместе с чем увлёкся изучением хорватского музыкального наследия. Благодаря его исследованиям были открыты многие неизвестные факты о музыкантах прошлого, а также восстановлены несколько считавшихся утраченными музыкальных произведений. Найденные в результате изысканий произведения, Бошкович систематизировал и организовал из них экспозиции, представленные ныне в музыкальном архиве Сплита и сплитском городском музее. Помимо статей и трактатов по музыке прошлого, он также публиковал обзоры театральных и музыкальных представлений, проводившихся непосредственно у него на глазах и нередко сам выступал в качестве композитора и дирижёра в Хорватском национальном театре в Сплите.
В 1990-е годы Бошкович попробовал себя в качестве автора книг, при выборе тематики для которых он по-прежнему оставался верным изучению вопроса хорватского музыкального наследия. За свои труды он получил из рук президента Хорватии Франьо Туджмана Орден Утренней звезды Хорватии. Он умер в Сплите 25 марта 2002 года, после чего был посмертно награждён Премией округа Сплит-Далмация за прижизненные заслуги.
Спустя двадцать лет после смерти Ивана Бошковича, его семья опубликовала найденную в его документах рукопись «Hrvatske narodne pjesme iz Dubrovačkoga primorja», в которой содержались 23 считавшихся утраченными хорватские народные песни конца XIX века. По подсказке, оставленной при жизни самим Бошковичем, стало известно что он обнаружил тексты этих песен в архиве словенского искусствоведа Мартина Малнерича. В рукописи Бошковича были обнаружены такие песни как: романс «Vezak vezla Ivanova Mare», «Ane Radulova i Marko Kraljević», «Vezak vezla Fatima djevojka», «U Mostar je kuga udarila», «Kad Župljani na Ploče stigoše» и другие. Большинство песен из рукописи в своих текстах повествуют о различных периодах хорватской истории и исторических лицах, связанными с ней, такими как: Королевич Марко, Янош Хуньяди и Георгий Бранкович.